# Управління з атомної енергії Китаю
Управління з атомної енергії Китаю (CAEA) є регулюючим агентством, яке контролює розвиток ядерної енергетики в Китайській Народній Республіці.
Агентство було створено з відділу регулятивних функцій Китайської національної ядерної корпорації в 1999-2000 роках.